# Kunsthaus sans titre
Kunsthaus sans titre e. V. ist ein eingetragener Verein. Das Atelier- und Ausstellungshaus mit Sitz in Potsdam fördert das kulturelle Leben der Hauptstadt Brandenburgs mit Ausstellungen, Musikveranstaltungen und Lesungen.

## Geschichte
Das Kunsthaus sans titre (sans titre, franz. = ohne Titel) hat seinen Sitz in einer ehemaligen Verteilerstation zur Fernwärmeversorgung aus dem Jahr 1958 und liegt im Französischen Quartier Potsdam, zirka 500 Meter südlich der Kunstsammlung: Museum Barberini.
2009 entstand es aus der Initiative der Künstler Chris Hinze, Bildhauer und Musiker von Sandow, und von Mikos Meininger
Am 8. August 2010 wurde es als Verein gegründet. Vorstände waren zunächst Tuulia Faber und Werner Ruhnke. Seit 27. Januar 2024 besteht der Vorstand aus Mikos Meininger, Kuno Hochhuth und den Beisitzerinnen Tanja Schrenk, Barbara Schaffernicht und Anja Großklaus.

## Ort
In dem zweistöckigen Industriegebäude sind für Ausstellungen, Workshops und Projekträume für Seminare, Präsentationen und Veranstaltungen rund 800 Quadratmeter zur Verfügung gestellt. Das Gebäude erhält seit 2019 Fördermittel der Landeshauptstadt Potsdam.

## Ausstellungen (Auswahl)
- 2025 Kopf an Kopf, Malerei und Skulptur, Hermann Josef Hack, Milan Peschel und Gerd Sonntag
- 2025 Kosmos, Gemälde und Zeichnungen von Christine Jackob-Marks
- 2025 Fluide Zustände, Werke von Ulrika Eller-Rüter
- 2024 Farbklänge, Werke von Schülerinnen und Schüler der Rosa-Luxemburg Schule.
- 2024 Animals & Friends, Fotografie, Malerei und Skulptur, Übernahme der Ausstellung aus dem Tokyo Art Museum, Japan (Deutsch – Japanischer Kulturaustausch)
- 2024 The End is Near, Here, Fotografien von Michael Dressel
- 2024 Ambience4Artists, Werkschau der Unbekannten mit Aaron Laabs u. a.
- 2023 schwarz, hell, wach, Susanne Specht und Marcelo Schuster
- 2023 Quiet Memories, Fotografien von Kathrin von Eye, Katja Gragert, Uwe Langmann
- 2023 szenografisch, Peter Lindenberg, Evelyn Sommerhoff, Andreas Theurer.
- 2022 Lindenhotel, Fotografien von Manfred Paul, in Kooperation mit der Stiftung Gedenkstätte Lindenstraße 54/55
- 2020 Paare – Berührungen, Werke von Mikos Meininger und Bilder von Hans Vent
- 2020 Herzattacke ohne Ende, Arbeiten von 45 Künstlerinnen und Künstlern der Kunst- und Literaturzeitschrift Herzattacke
- 2019 Anas Homsi und Karl Menzen: Bilder & Skulpturen
- 2019 Westside Story: Kiddy Citny, 29 Arbeiten
- 2017 Gold Geld Luxus Mensch, Christian Rothmann
- 2016 Unsichtig, Werke von Mikos Meininger und Bernhard Ailinger
- 2015 Huang Zheng, im Rahmen des Programmes Artists in Residence
- 2015: Liebe-Leben-Tod, Werke von Mikos Meininger und Chris Hinze
- 2012 Zwillingswoge, Werke von Mikos Meininger